# Língua andebele setentrional
A língua andebele setentrional, andebele do Zimbábue, matabele ou sindembele (código ISO 639-3: nbl) é uma língua africana banta, do grupo das línguas angunes, falada principalmente no Zimbábue pelo povo andebele setentrional (ou andebele do Zimbábue). A língua é também reconhecida na África do Sul como uma língua regional do país.
Não se deve confundir o sindebele ou andebele do Zimbábue com a língua andebele meridional, por vezes chamada pelo mesmo nome, mas cujo código ISO é ndb.